# Greensborough (Victoria)
Pour les articles ayant des titres homophones, voir Greensboro (homonymie) et Greensburg.
Greensborough est une banlieue de l'agglomération australienne de Melbourne, dans l'État de Victoria. Elle est située à 17 kilomètres au nord-est du centre-ville de Melbourne (en). Son territoire est partagé entre deux zones d'administration locale : la ville de Banyule au sud et le comté de Nillumbik dont elle héberge le siège du conseil, au nord. 
Au recensement de 2011, la population de ce quartier était de 20 552 habitants.

## Toponymie
Greensborough tire son nom de Edward Bernard Green, l'un des premiers colons assurant le courrier du district local. 
Antérieurement, cette localité s'appelait Keelbundoora, mot aborigène signifiant « marais circulaire ».

## Histoire
La première installation de colons européens date de 1839. 
Le premier bureau de poste ouvre le 17 juillet 1858

## Géographie
Le territoire de Greensborough se situe en bordure du Green Wedge, un espace de bois et de landes qui s'étend dans les localités voisines de Eltham et de Diamond Creek (en).
La Plenty River traverse notamment la localité de Greensborough, peu avant de se jeter dans le fleuve Yarra, près de Rosanna (en). 

## Urbanisation

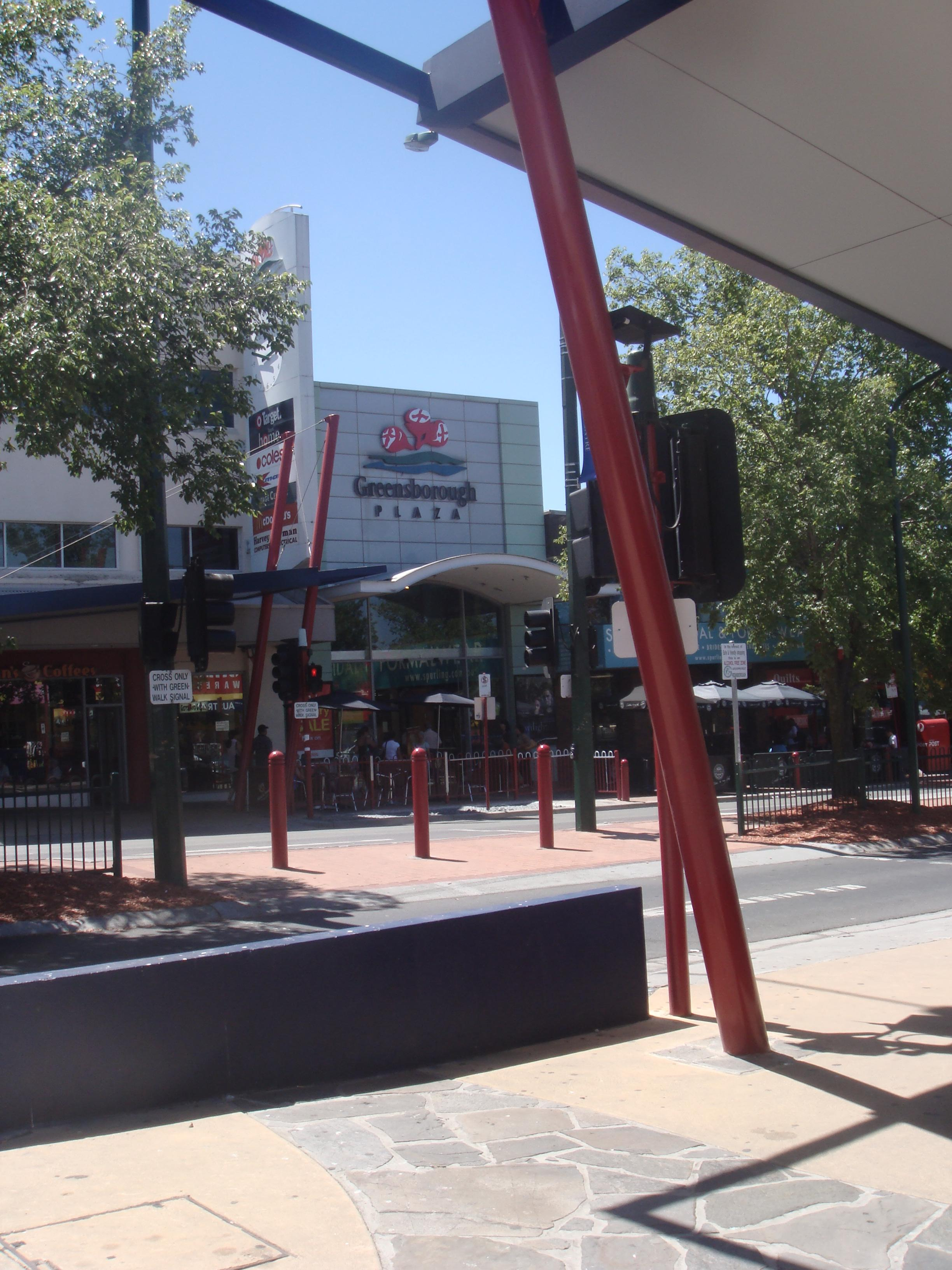
Greensborough Plaza

L'un des plus importants édifices de la ville est le Greenborough Plaza, construit en 1976. C'est l'un des plus grands centres commerciaux de la banlieue nord-est de Melbourne.
Greensborough dispose d'autres commerces dans Main Street.
En 2009, un programme de rénovation du centre urbain a été initié. Un centre aquatique (Watermarc) et un grand parking à plusieurs niveaux ont été également construits. D'autres projets sont planifiés.

## Transport

### Transport public

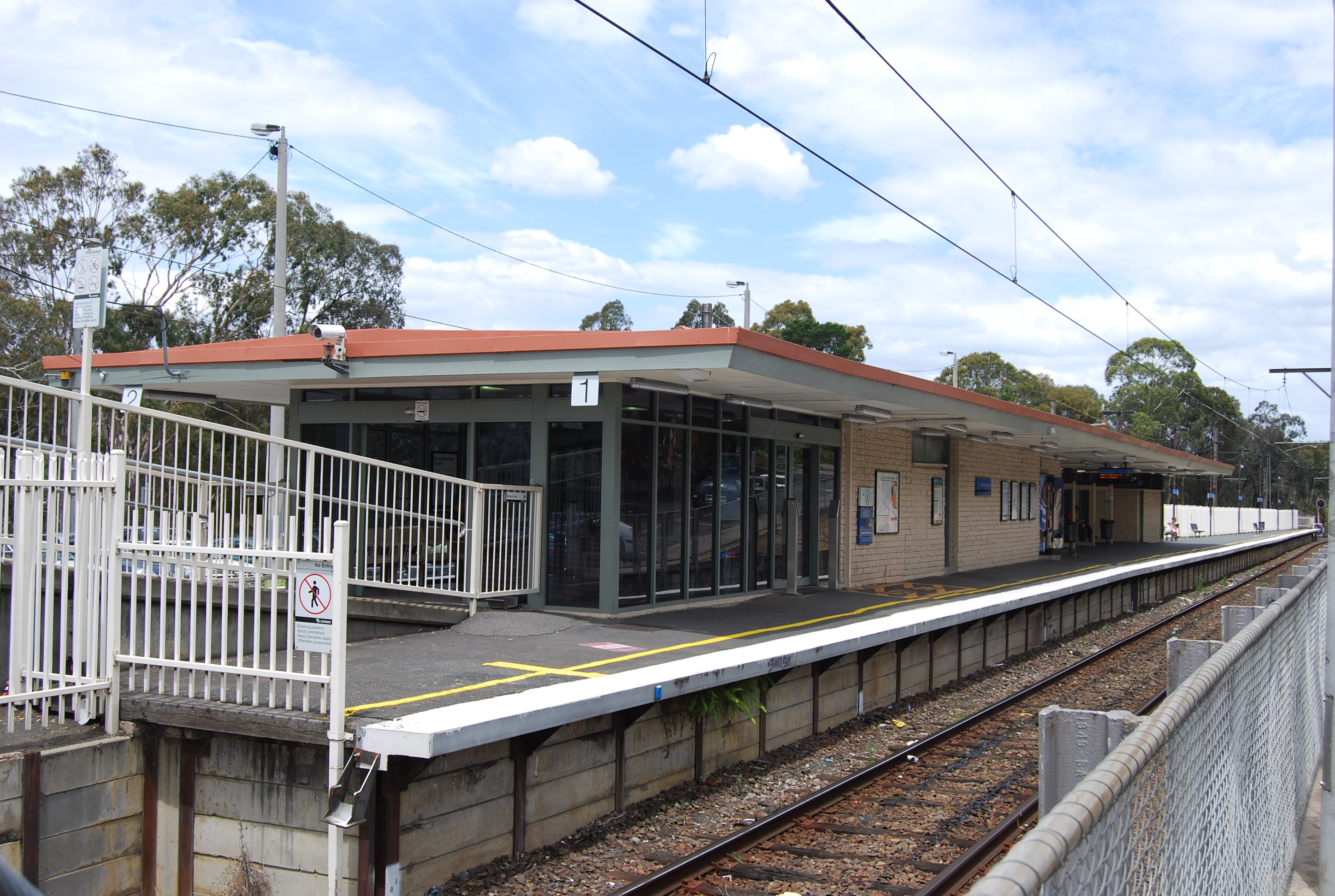
Gare ferroviaire de Greensborough

Trains de banlieue
La gare ferroviaire de Greensborough (en) est l'une des 23 stations de la ligne de Melbourne à Hurstbridge (en) du réseau ferré de banlieue de Melbourne, exploité par la compagnie Metro Trains Melbourne. 
La gare fut inaugurée le 5 juin 1902. Depuis le 21 juin 1996, c'est une station dite premium (en), c'est-à-dire offrant un haut niveau de services, ; en particulier elle dispose d'un parking pour les voitures et pour les bicyclettes. Elle est un terminus intermédiaire aux heures de pointe, car au-delà, vers le terminus de banlieue Hurstbridge, la ligne devient à voie unique[réf. souhaitée]. 
Entre Melbourne et Greensborough, en semaine et hors congés, environ 75 dessertes par jour dans chaque sens sont offertes de 5 heures à minuit (jusqu'à 1 heure du matin dans la nuit du vendredi au samedi). Les fréquences sont de un train toutes les 4 à 12 minutes en heures de pointe et un train toutes les 30 minutes en heures creuses.
Autobus
Plusieurs lignes des compagnies Transdev (en) (lignes 293, 901 et 902) et Dyson (en) (lignes 513, 517, 518, 520, 566) desservent Greensborough, avec notamment un arrêt à la gare ferroviaire.

### Réseau routier
Greensborough est contournée à l'ouest par la Greensborough Highway (en), un important axe autoroutier (state road 46) qui dessert la banlieue nord-est de Melbourne.
L'avenue principale de la ville s'appelle Main Street qui se poursuit vers le nord-est par Diamond Creek Road. Les autres grandes artères sont Para Road vers le sud et Grimshaw Street vers l'ouest.

## Sport et éducation

### Éducation
Le Greensborough College (en) accueille environ 850 élèves.
Parmi les écoles primaires du secteur, se trouvent notamment : Greensborough Primary School (créée en 1878), St Mary's Catholic Primary School, St Thomas the Apostle Catholic Primary School, Greenhills Primary School, Watsonia Heights Primary School et Apollo Parkways Primary School.

### Sport
Greensborough héberge une équipe de football qui joue dans la Northern Football League (en).
Greensborough dispose d'une piste d'athlétisme en polyuréthane à Willinda Park, qui accueille notamment les 750 athlètes du Diamond Valley Little Athletics Centre, ainsi que les athlètes du Diamond Valley Athletic Club et ceux des Ivanhoe Harriers[réf. souhaitée].
Le DVE Aquatic Club s'entraîne dans le Watermarc, un nouveau centre de loisir aquatique.